# Vitis vinifera
La vite comune o vite euroasiatica (Vitis vinifera L., 1753) è un arbusto rampicante della famiglia Vitaceae.
È la vite sensu lato coltivata di maggior diffusione, presente in tutti i continenti ad eccezione dell'Antartide. In Europa è coltivata nelle regioni centrali e meridionali; in Asia nelle regioni occidentali (Anatolia, Caucaso, Medio Oriente) e in Cina; in Africa nelle regioni settentrionali e in Sudafrica; in Nordamerica in California, Messico e alcune aree circoscritte (Nuovo Messico, Stato di New York, sud dell'Ontario, Oregon, Stato di Washington, Columbia Britannica); in Sudamerica in Cile, Argentina, Uruguay e Brasile; in Oceania, in Australia e Nuova Zelanda.

## Descrizione

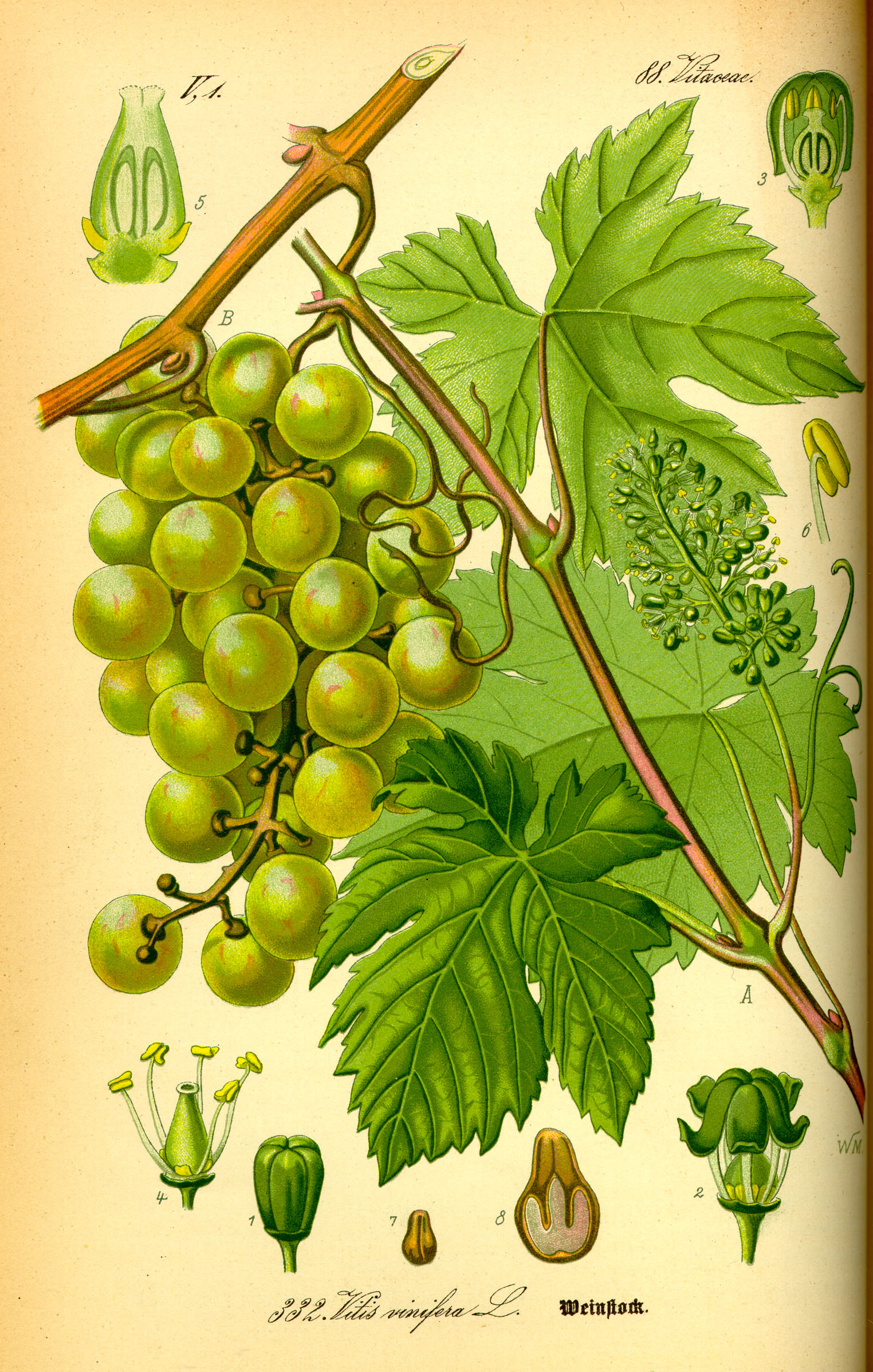
Vitis vinifera

La pianta è un arbusto rampicante con portamento generalmente determinato dal sistema di allevamento. Il portamento naturale è irregolare, con ramificazione rada ma molto sviluppata in lunghezza, anche diversi metri. Le forme spontanee della sottospecie sylvestris sono rampicanti e i pochi rami si confondono con la vegetazione delle piante circostanti; le forme inselvatichite della sottospecie vinifera mostrano un fusto più o meno sviluppato con rami procombenti o rampicanti secondo le condizioni, più o meno densamente ramificati. Il fusto è più o meno contorto e irregolare, di varia lunghezza, con ritidoma persistente che, forzato a mano, si distacca a nastro. La colorazione, grigiastra nei rami di un anno, diventa marrone con lo sviluppo del ritidoma. La vigoria del fusto e dei rami è strettamente condizionata dal portinnesto. Il legno ha una colorazione bruno-giallastra.
La ramificazione è originata da tre tipi di gemme. Dalle gemme dormienti si sviluppano i germogli nella primavera successiva; dalle gemme pronte si sviluppano nello stesso anno germogli di secondo ordine, comunemente detti femminelle; dalle gemme latenti, che restano in quiescenza per un numero indefinito di anni, si sviluppano germogli più o meno vigorosi, comunemente detti succhioni. I rami giovani allo stato erbaceo sono detti germogli o pampini, una volta lignificati sono detti tralci. I tralci lignificati hanno un colore bruno-giallastro, con evidente striatura longitudinale; i nodi sono ingrossati e gli internodi relativamente brevi. In corrispondenza dei nodi, sui tralci dell'anno, si inseriscono tre diversi organi: i cirri, le foglie, le infiorescenze.
I cirri, comunemente detti viticci, sono organi di sostegno opposti alle foglie, che hanno uno sviluppo a spirale elicoidale permettendo l'ancoraggio del germoglio ad un supporto di qualsiasi natura. Nella V. vinifera i cirri sono ramificati e si formano in modo discontinuo: dopo due nodi provvisti di cirri si forma un terzo nodo che ne è privo. Inizialmente sono erbacei, poi lignificano. In genere sono poco persistenti e dopo un anno, o poco più, si staccano dalla pianta. Cirri e infiorescenze hanno la stessa origine, pertanto sono organi omologhi disposti in posizioni differenti lungo il tralcio: in generale le infiorescenze si sviluppano nei nodi basali o in quelli prossimi alla base, mentre i cirri compaiono a partire dall'8º-10º nodo. Non sono infrequenti organi misti, formati in genere a seguito di impollinazioni irregolari, con piccoli grappoli in parte trasformati in cirri.

### Foglie

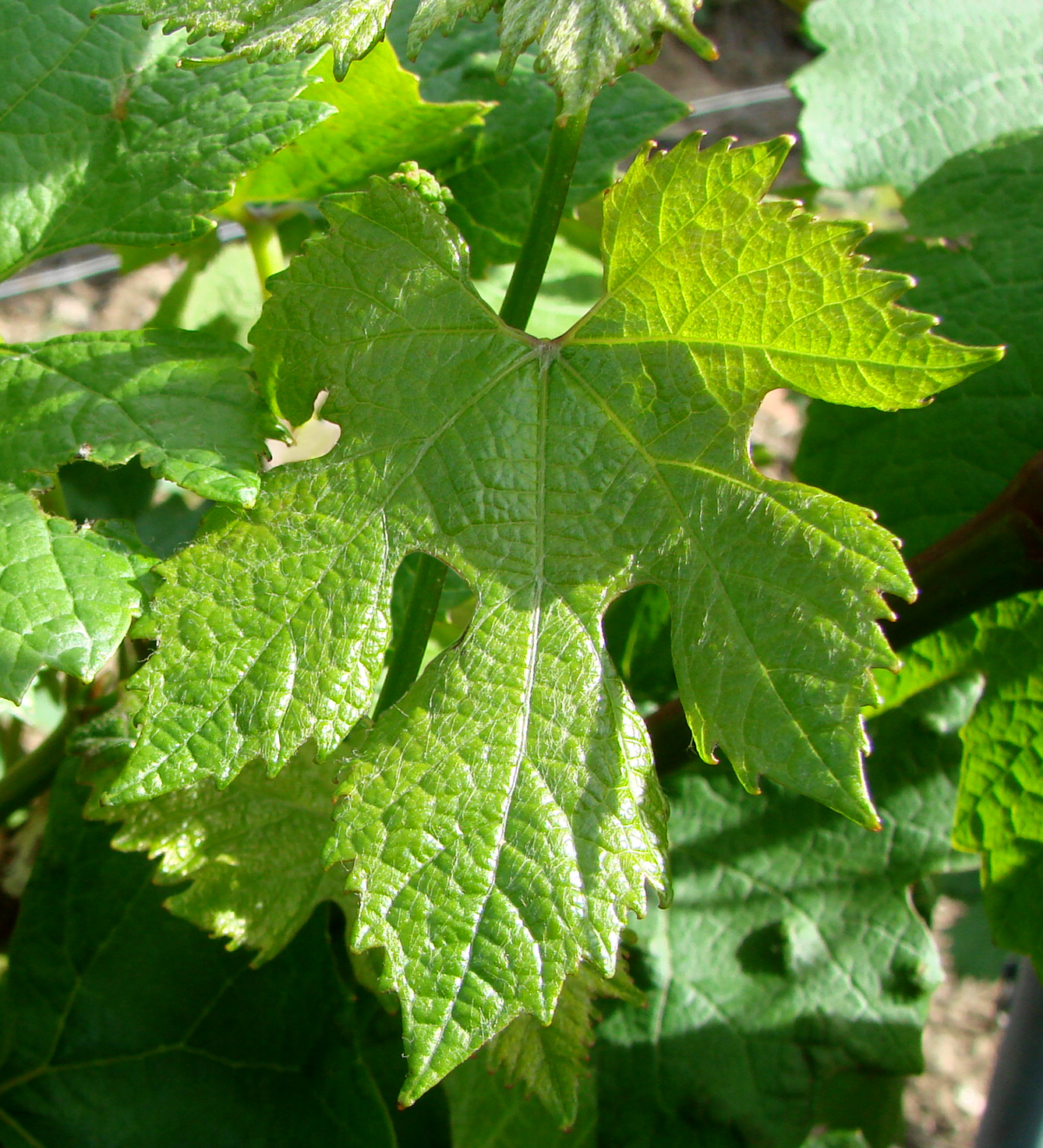
Foglia

Le foglie (i cosiddetti pampini) sono palmate, con lembo intero o suddiviso in genere in 3 o 5 lobi più o meno profondi; di rado possono esseri foglie incise in 7 o 9 lobi; il profilo varia secondo il vitigno, ma nella maggior parte è asimmetrico e irregolarmente orbicolare, in altri termini senza uno sviluppo prevalente in lunghezza o in larghezza. Vario è lo sviluppo, che dipende oltre che dal vitigno anche dal portinnesto. Il margine è irregolarmente dentato; nel punto d'inserzione del picciolo forma un'insenatura più o meno marcata (seno peziolare) che può essere del tutto assente oppure conformato a U o a lira, più o meno aperto e profondo.
La superficie è glabra oppure rivestita da una peluria più o meno sviluppata: in genere la pagina superiore è glabra oppure aracnoidea (peli radi e distribuiti come a formare una ragnatela); la pagina inferiore può essere rada, aracnoidea o più o meno fittamente tomentosa fino ad essere cotonosa. Lo sviluppo della tomentosità dipende da vari fattori, sia intrinseci alla pianta sia estrinseci. In autunno le foglie perdono la clorofilla assumendo, secondo il vitigno, una colorazione gialla o rossa. Con l'entrata in riposo vegetativo le foglie possono persistere per un tempo più o meno lungo sulla pianta.

### Fiori

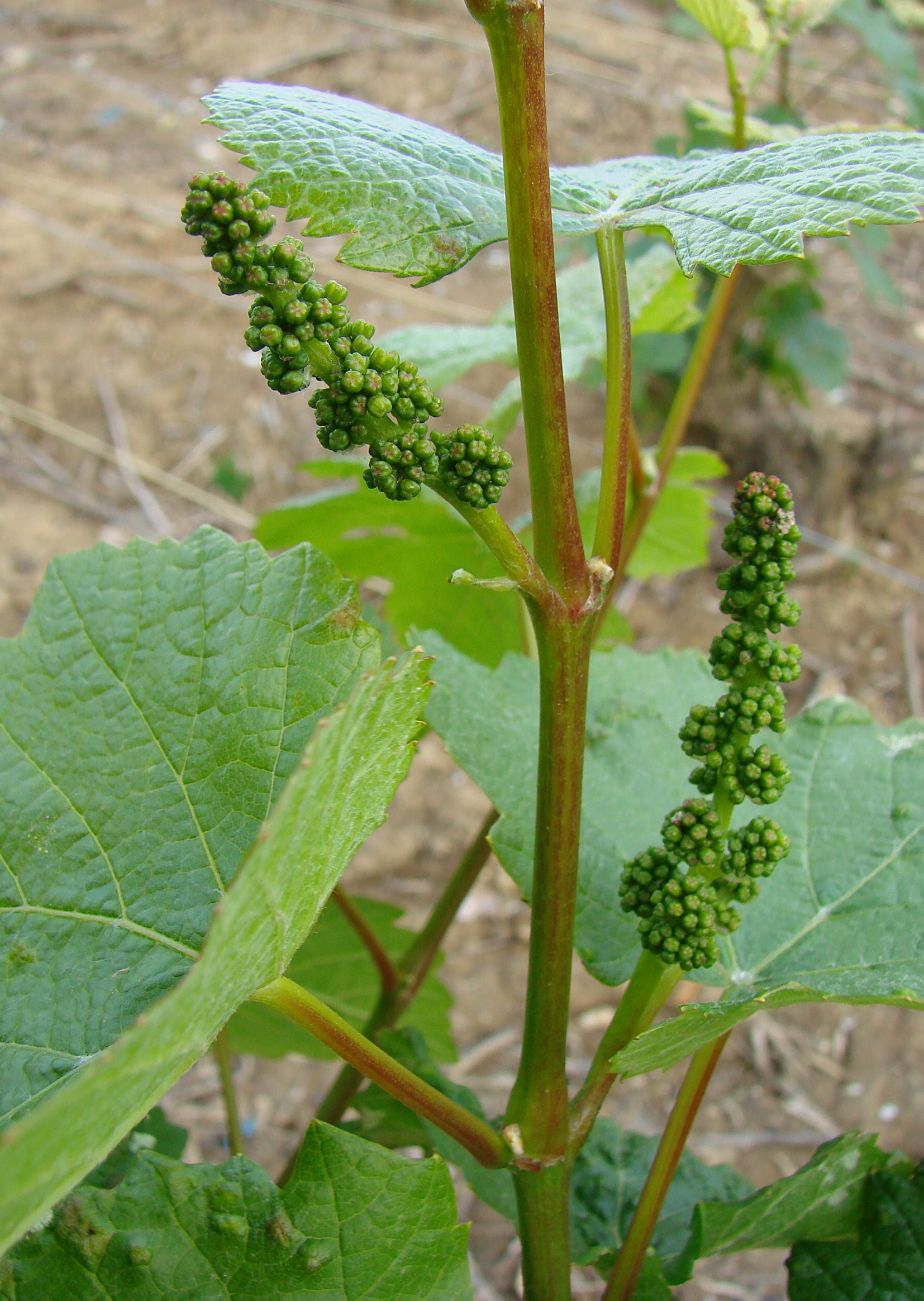
Infiorescenze in prefioritura

I fiori sono riuniti in infiorescenze a pannocchia, dapprima erette, poi pendule (grappolo composto). Un grappolo è formato da un asse principale, detto rachide, che si ramifica in assi laterali a loro volta ramificati. Nello stesso grappolo possono essere presenti ramificazioni di II, III e IV ordine, generalmente decrescenti dalla base verso l'apice. I rami di ordine superiore sono detti pedicelli e portano all'estremità distale il ricettacolo fiorale.
I fiori sono primariamente ermafroditi ma secondariamente possono essere maschili o femminili per aborto dei rispettivi organi o per perdita di funzionalità. Il calice è gamosepalo, poco sviluppato, suddiviso in cinque sepali molto leggeri; la corolla è formata da 5 petali poco appariscenti, verdastri, saldati; all'atto della fioritura la corolla si apre spesso con i petali che si dissaldano dalla base verso l'apice e ben presto cade. L'androceo è composto da 5 stami con antere dorsifisse a deiscenza longitudinale. Nei fiori ermafroditi le antere sono disposte all'altezza dello stimma, ma sono rivolte verso l'esterno, perciò l'impollinazione della vite tende ad essere prevalentemente incrociata. Il gineceo è composto da un ovario bicarpellare supero, contenente 4 ovuli; l'ovario è sormontato da uno stilo terminante con uno stimma bilobato. L'insieme degli organi fiorali conferisce una colorazione variabile dal giallo-verdastro al giallo-citrino.
Sono visitati dalle api per il polline ed il nettare.

### Frutti

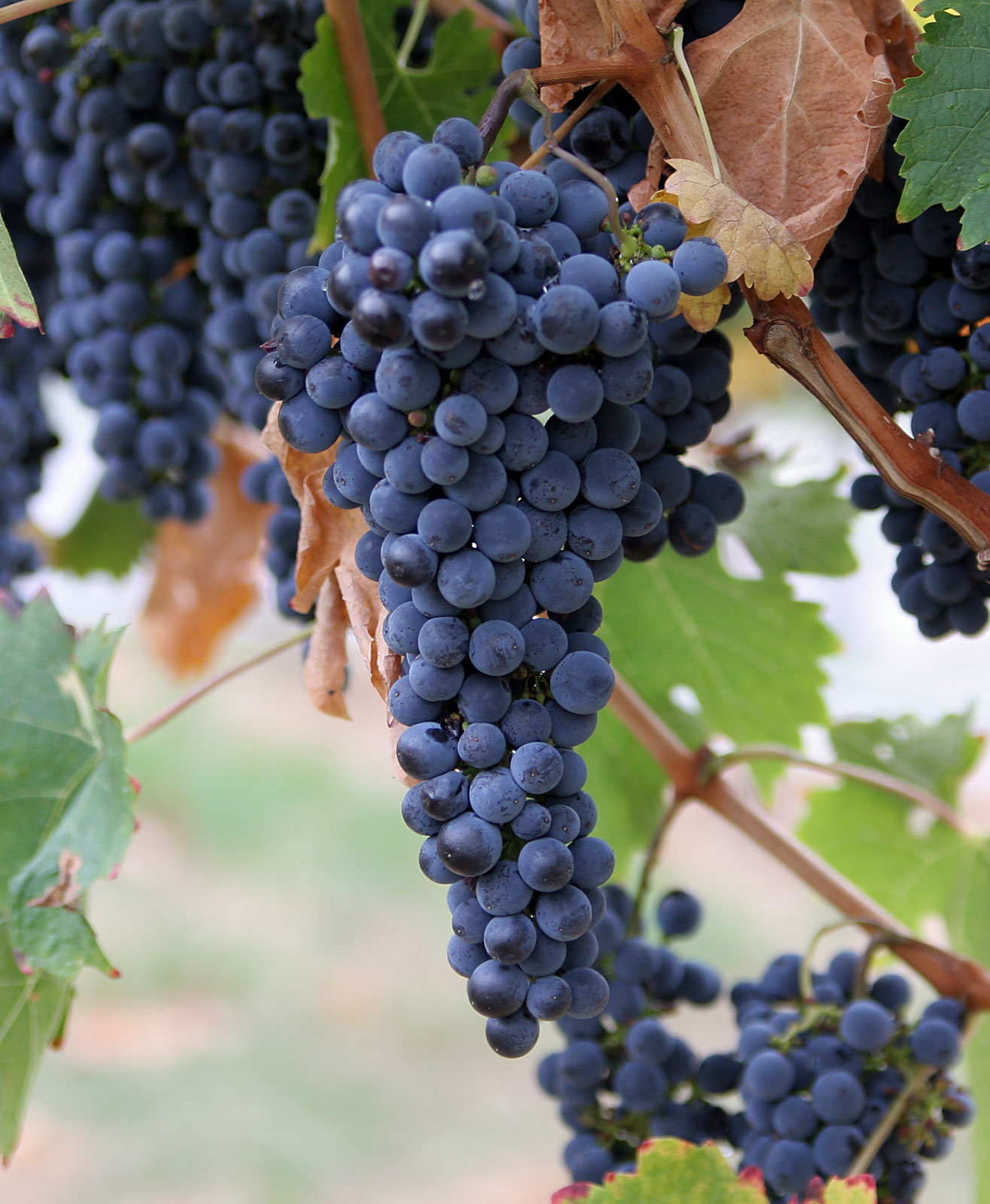
Grappolo semplice, leggermente serrato

Il frutto è una bacca, detta acino; il colore della bacca matura varia, secondo il vitigno, dal verde al giallo, dal roseo al rosso-violaceo, dal nero o al nero-bluastro, ma l'intensità e la tonalità del colore può variare anche in funzione delle condizioni ambientali, in particolare l'illuminazione. L'epicarpo (buccia o cuticola) è glabra e spesso pruinosa. La forma degli acini è in genere sferica, subsferica, ellittica o ovoidale, ma in alcuni vitigni può essere anche marcatamente allungata fino ad assumere una forma cilindrica o arcuata. La conformazione del grappolo varia in funzione di fattori varietali e ambientali, soprattutto nutrizionali. In generale è cilindrica, conica o piramidale. Il grappolo si dice semplice quando si sviluppa esclusivamente secondo il rachide centrale, alato quando una delle ramificazioni basali assume uno sviluppo marcato differenziando un grappolo secondario laterale; bifido quando la ramificazione si sviluppa parallelamente e con la stessa lunghezza del rachide principale.
Lo sviluppo del grappolo, in termini di peso o di lunghezza, varia sensibilmente secondo il vitigno e secondo le condizioni ambientali e nutrizionali. Il peso è in media di 150-300 grammi nelle uve da vino e 200-500 grammi in quelle da tavola; più in generale varia dai 100 g (uve picolit) ai 5-600 g, ma in alcuni vitigni può raggiungere anche pesi considerevoli, fino ai 2 kg come ad esempio nella Regina dei vigneti e nel Trebbiano toscano. La lunghezza varia da meno di un decimetro ad alcuni decimetri (es. il Trebbiano toscano). Un altro carattere importante è la densità del grappolo: in generale si dice spargolo un grappolo aperto, con acini radi e palesemente liberi, che modificano la loro posizione naturale capovolgendo il grappolo; si dice serrato un grappolo con acini strettamente appressati e che mantengono la loro posizione capovolgendo il grappolo. Quest'ultimo carattere è così marcato in certe uve al punto di deformare gli acini a causa della pressione. Il grappolo spargolo è un carattere proprio delle uve da tavola, mentre quello serrato è tipico delle uve da vino.

## Biologia

### Ciclo vegetativo
La vite è una pianta caducifoglie che entra in riposo vegetativo durante la stagione fredda. La ripresa vegetativa ha luogo in primavera. I primi sintomi si notano con il fenomeno del pianto o guttazione, che si verifica 2-4 settimane prima del germogliamento e si manifesta con l'emissione di un essudato liquido dai tagli di potatura tardivi o, comunque, dalle ferite non cicatrizzate. La ripresa vegetativa vera e propria si manifesta con il germogliamento: le gemme dormienti si rigonfiano provocando la divaricazione delle perule che poi cadono lasciando fuoriuscire i germogli. In questa fase i germogli e le giovani foglioline sono rivestiti da un fitto tomento. L'epoca del germogliamento dipende dalle condizioni climatiche, dalla precocità sia del vitigno sia del portinnesto e, infine, dalla vigoria del ceppo. In generale i ceppi più vigorosi sono più tardivi. In Italia il germogliamento può avviarsi in un arco temporale che si estende dagli inizi di marzo, nelle regioni più calde e con vitigni precoci, agli inizi di maggio, nelle regioni del nord con vitigni tardivi.
Con il germogliamento inizia la fase vegetativa che si manifesta con i comportamenti:
- Accrescimento dei germogli. Si attua per l'attività meristematica dell'apice vegetativo e per l'allungamento degli internodi. L'intensità dipende dalle condizioni idriche e nutrizionali e dai rapporti di competizione fra gli organi nell'ambito della pianta. Un ruolo importante è svolto dalla disponibilità di azoto. La massima intensità si verifica in genere nel periodo immediatamente precedente la fioritura, in maggio-giugno secondo la regione. In generale l'accrescimento in lunghezza cessa, secondo la disponibilità idrica, da luglio ad agosto, ma in zone a forte siccità estiva si può avere una ripresa in tarda estate a seguito delle piogge e interessa soprattutto le femminelle.
- Sviluppo delle foglie. È parallelo all'accrescimento dei germogli e prosegue finché vengono emesse nuove foglie.
- Sviluppo dei cirri. Ha inizio quando il germoglio ha formato un certo numero di nodi, in genere 8-10, ma talvolta anche prima da nodi più basali.
- Sviluppo delle femminelle. Si verifica con progressione a partire da gemme pronte formate dai germogli sviluppati in primavera. Il germogliamento delle femminelle e la loro crescita si verificano con maggiore intensità a fine primavera - inizio estate.
- Lignificazione dei tralci. In questa fase, che ha inizio in piena estate, in genere ad agosto, ha luogo il passaggio dalla struttura primaria alla struttura secondaria, l'ispessimento della parete cellulare e l'accumulo delle sostanze nutritive di riserva nel parenchima del legno secondario. Contemporaneamente si verifica la formazione dei tessuti di rivestimento secondari (periderma) e il viraggio del colore dal verde al bruno, al castano, al rossastro secondo i vitigni. La lignificazione avviene con progressione in direzione acropeta (dalla base all'apice) e secondo l'età del germoglio. Si avrà pertanto una migliore lignificazione nei tralci più vigorosi emessi dalle gemme dormienti, mentre può essere incompleta nelle ultime femminelle.

### Ciclo riproduttivo
La vite emette i grappoli a partire dal 3º-4º nodo dei germogli primaverili sviluppati dalle gemme dormienti. Questi nodi, con le relative gemme sono preformati già dall'anno precedente: ogni gemma dormiente contiene infatti il germoglio preformato, di dimensioni microscopiche, in genere con almeno sei nodi e relative gemme. La differenziazione a fiore avviene scalarmente in un arco temporale che inizia in tarda primavera si conclude nella primavera successiva, con un arresto al sopraggiungere dell'autunno. I meccanismi che regolano la differenziazione sono complessi e vedono il concorso di molteplici fattori, come ad esempio la precocità, lo stato nutrizionale, il vigore vegetativo, ecc.
I grappoli differenziati sono emessi nel corso del germogliamento e dell'allungamento del germoglio. Ogni grappolo è inizialmente eretto e con un rachide semplice, ma parallelamente all'accrescimento in lunghezza del germoglio si forma la ramificazione del rachide e la curvatura del peduncolo, finché il grappolo diventa pendulo. L'emissione dei grappoli è scalare: inizia da quello basale e prosegue lungo il germoglio a cadenze di 5-6 giorni. La formazione del primo cirro indica il limite massimo al di sotto del quale si formeranno i grappoli: ad esempio, se il primo cirro si forma in corrispondenza dell'ottavo nodo, il germoglio potrà emettere al massimo 3-4 grappoli, se invece si forma in corrispondenza del 10 nodo si potranno avere anche 5-6 grappoli. In realtà cirri più basali possono formarsi anche più tardi durante l'emissione del grappolo in caso di caduta di fiori. Il fenomeno è detto filatura del grappolo e consiste nella trasformazione di una parte del rachide in un viticcio, con formazione di un cirro-grappolo. In caso di colatura di tutti i fiori di un grappolo il rachide si secca e non si trasforma in viticcio.

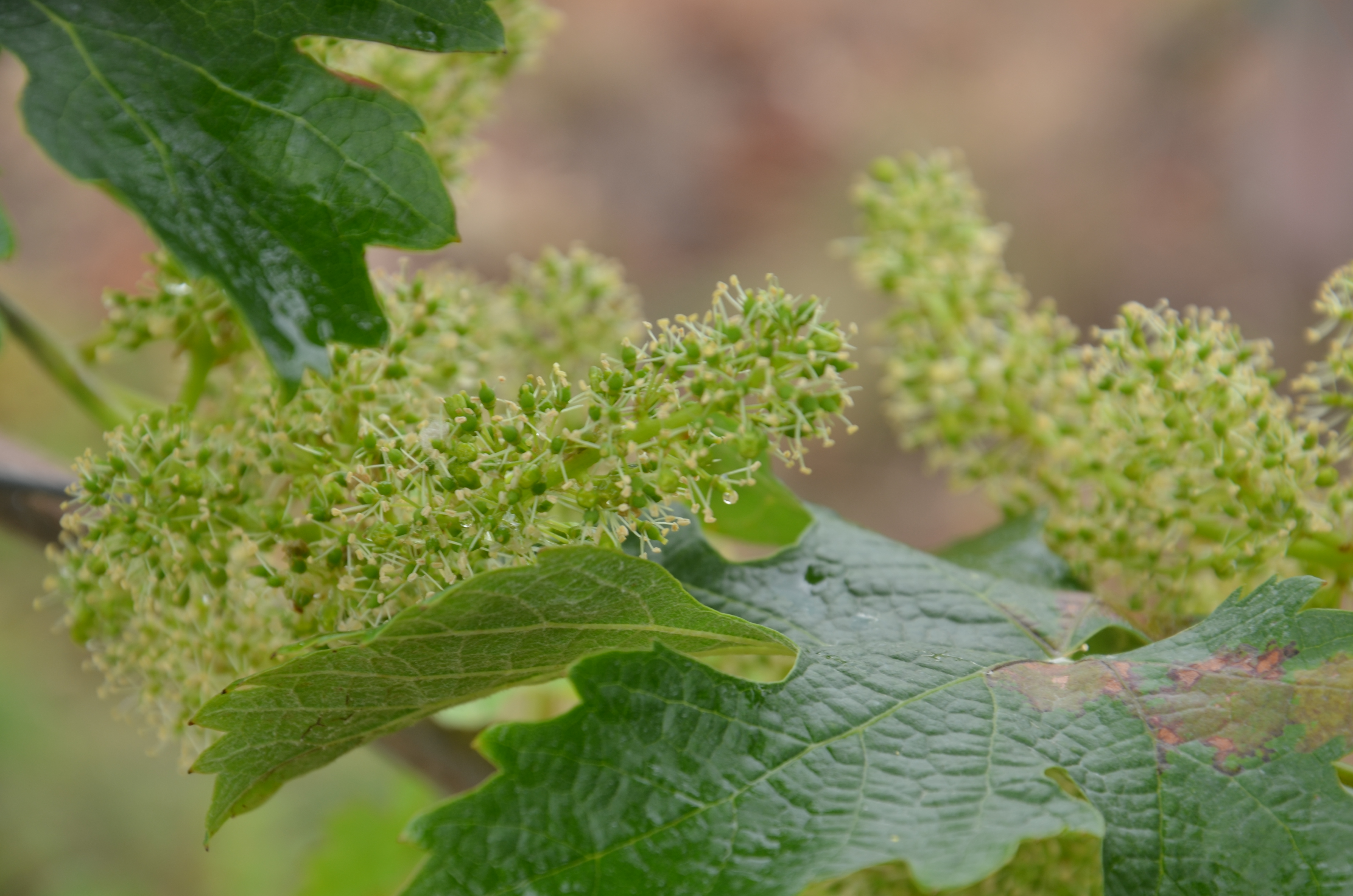
Grappolo in fiore

La fioritura vera e propria avviene più tardi, con il distacco della corolla e il raddrizzamento degli stami. Anche la fioritura avviene in modo scalare e con un ordine variabile secondo la forma di allevamento. L'epoca della piena fioritura dipende dalla regione e dalla precocità sia del vitigno sia del portinnesto: nell'Italia meridionale può cadere in un arco temporale che va dai primi di maggio agli inizi di giugno, mentre nell'Italia settentrionale in pianura può cadere dalla terza decade di maggio alla terza decade di giugno. Fra i vitigni più precoci e quelli più tardivi, nella stessa località, c'è in genere un ritardo di 30-35 giorni.
L'impollinazione è autogama cleistogama, cioè avviene all'interno dell'ovario. Alla fuoriuscita degli stami, l'impollinazione è già avvenuta.
All'impollinazione e successiva fecondazione segue l'allegagione. Questa fase si sovrappone alla fioritura e ha inizio, secondo i vitigni e la zona, in un periodo che di norma si estende dalla fine di maggio alla seconda decade di giugno. Durante questa fase si verifica il fenomeno della colatura o cascola. Si tratta di un fenomeno fisiologico che consiste nella caduta dei fiori, in genere quelli non fecondati, e che si distingue da quello della filatura, che precede sempre la fioritura. Le cause della colatura sono attribuite al concorso di molteplici fattori: le caratteristiche di morfologia e funzionalità degli organi fiorali, lo stato nutrizionale, le condizioni climatiche e, infine, fattori di natura patologica e agronomica. In quest'ultimo caso possono essere determinanti gli errori nella potatura e nell'irrigazione. La colatura è un'anomalia quando è eccessiva o insufficiente. La colatura insufficiente causa la formazione di grappoli eccessivamente compatti nei quali si hanno difetti di maturazione e una scadente qualità degli acini; è un fenomeno gravissimo nei vitigni da tavola, ai quali è richiesta la produzione di grappoli spargoli. La colatura eccessiva causa la formazione di grappoli eccessivamente spargoli con acini radi, difetto non accettato sia nelle uve da tavola sia in quelle da vino.
Dopo l'allegagione possono verificarsi anche altri fenomeni in parte fisiologici in parte anomali strettamente collegati alla fase riproduttiva:
- Apirenia: consiste nella mancata formazione dei semi. L'apirenia è un fenomeno fisiologico nelle cosiddette uve apirene, tipiche di certi vitigni (ad esempio nell'uva sultanina), mentre è un'anomalia nei vitigni le cui uve sono normalmente fornite di semi, in quanto compromette il regolare accrescimento dell'acino.
- Acinellatura: consiste nella formazione di acini di piccolissime dimensioni e prive di semi. Il fenomeno si può accompagnare a quello dell'apirenia propriamente detta. L'acinellatura è verde quando si formano acini acerbi, dolce quando si formano acini che accumulano zuccheri. L'eccessiva acinellatura porta alla formazione di grappoli irregolari, spesso assai spargoli, in cui coesistono acini regolarmente formati e acinelli.

All'allegagione segue la fase erbacea, che termina, sempre in relazione a fattori di precocità e posizione geografica, in un intervallo temporale compreso fra la prima metà di luglio e la prima metà di agosto. In questa fase si verifica l'accrescimento degli acini in termini di dimensioni e peso, fino al raggiungimento dei valori massimi. Si verifica anche l'accrescimento dei semi, fino al raggiungimento delle dimensioni finali. Sotto l'aspetto biochimico, in questa fase si ha un aumento graduale del tenore in zuccheri (2%) e in acidi organici (4%) nella polpa.
Alla fase erbacea segue l'invaiatura, fase che si manifesta con il viraggio del colore. Nel corso dell'invaiatura si verificano processi biochimici e di riorganizzazione dei tessuti. L'accrescimento propriamente detto è cessato, anche se si può riscontrare un aumento di volume degli acini. I fenomeni più rilevanti nel corso di questa fase sono i seguenti:
- Scomparsa della clorofilla. Il colore verde scompare gradualmente facendo risaltare il colore degli altri pigmenti (antociani e carotenoidi) il cui rapporto è specifico delle uve prodotte dai vari vitigni. Come conseguenza nelle uve bianche si ha il viraggio dal verde al giallo, nelle uve nere il viraggio dal verde al rosso o al rosso violaceo.
- Accumulo degli zuccheri. Si verifica a seguito della traslocazione da altri organi (secondo alcuni autori dalle riserve nel legno, secondo altri dalle foglie).
- Perdita della consistenza del mesocarpo (polpa). Questa è dovuta al progressivo sfaldamento della lamella mediana, che unisce le pareti cellulari delle cellule adiacenti; nelle uve a polpa succosa si ha anche una drastica riorganizzazione con il disfacimento delle pareti cellulari.

La fase finale del ciclo riproduttivo è la maturazione, che data la sua scalarità si sovrappone in parte all'invaiatura. L'epoca di maturazione varia in base a fattori geografici, climatici e varietali, con un intervallo temporale piuttosto ampio. A causa di questa variabilità le epoche di maturazione sono riferite all'epoca di maturazione di un vitigno di riferimento. In Italia i vitigni di riferimento sono il Trebbiano toscano, il Pinot bianco e lo Chasselas dorato per le uve bianche da vino, il Barbera, il Merlot e il Sangiovese per le uve nere da vino, infine il Cardinal, il Regina e lo Chasselas dorato per le uve da tavola. Le uve sono distinte in precocissime, precoci, di 1ª, 2ª e 3ª epoca in base alla precocità rispetto al vitigno di riferimento. La 1ª epoca è quella in cui cade la maturazione del vitigno di riferimento.

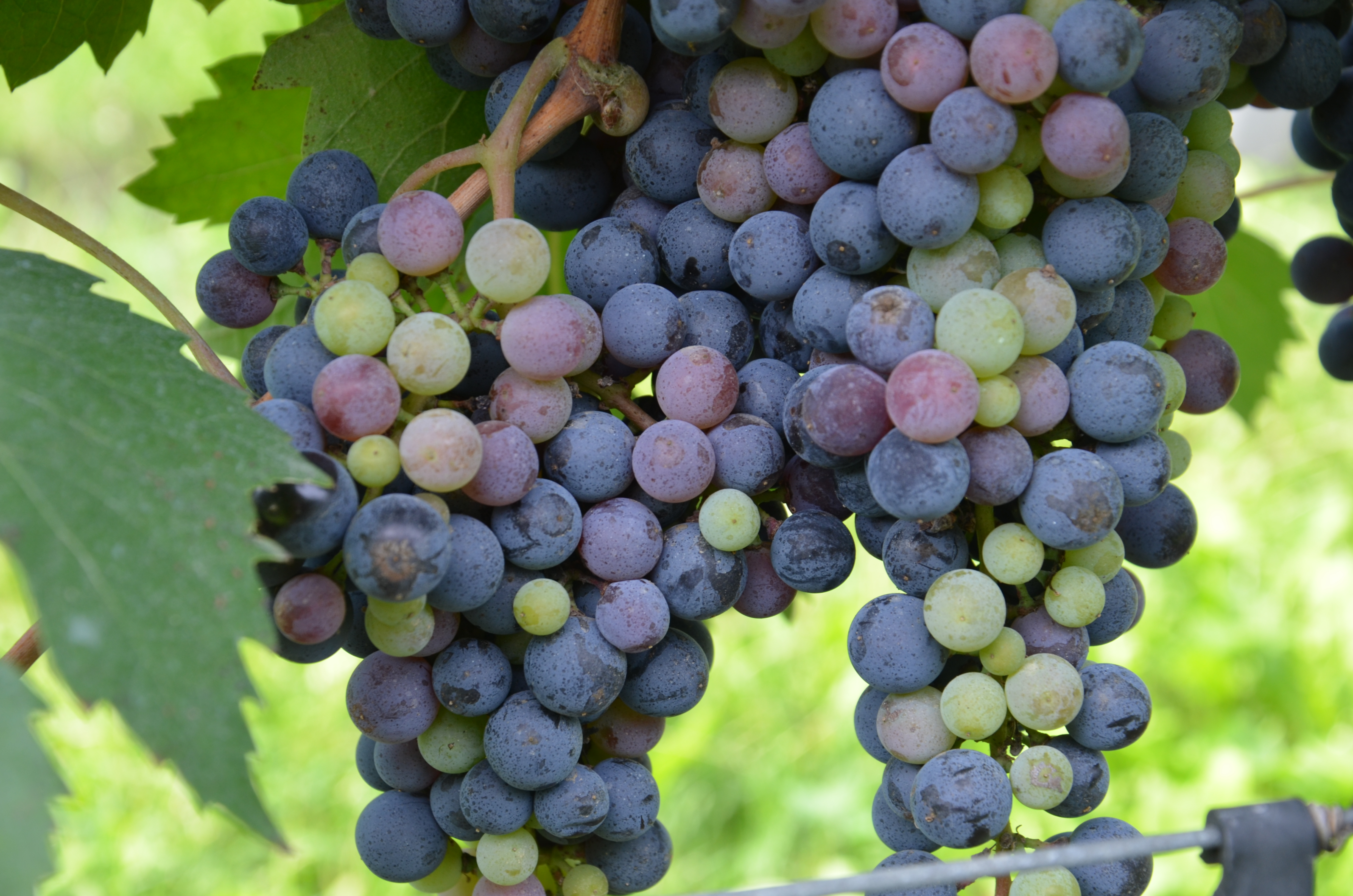
Momento dell'invaiatura nel raboso

Nel corso della maturazione si svolgono i seguenti processi fondamentali:
- Aumento del tenore zuccherino. Gli zuccheri accumulati sono il glucosio e il fruttosio.
- Riduzione del rapporto glucosio/fruttosio. Con il procedere della maturazione l'accumulo di glucosio si riduce in intensità mentre aumenta quella del fruttosio. Questo significa che nelle prime fasi si accumula soprattutto glucosio, mentre in seguito prevale l'accumulo del fruttosio. A maturazione completa il rapporto fra i due zuccheri è prossimo all'unità.
- Riduzione dell'acidità totale. Gli acidi organici principali presenti nell'uva sono l'acido malico, l'acido tartarico e l'acido citrico, quest'ultimo di minore importanza. La formazione e la metabolizzazione di questi acidi segue meccanismi complessi che coinvolgono - oltre alle reazioni specifiche all'interno dell'acino, anche processi di traslocazione che interessano le radici, le foglie e i grappoli. Oltre alla riduzione dell'acidità totale si verifica anche uno spostamento del rapporto quantitativo fra gli acidi, per cui alla fine tende a prevalere l'acido tartarico. Nelle regioni calde la riduzione dell'acidità, in particolare del tenore in acido malico, è un aspetto di particolare importanza per la vinificazione in bianco, giacché la raccolta di uve troppo mature comporta la produzione di bianchi di qualità inferiore per la bassa acidità fissa.
- Riduzione in peso dei vinaccioli.

Aspetti particolari connessi alla maturazione sono l'ultramaturazione, fondamentale per la produzione dell'uva passa, e il marciume nobile, processo fermentativo di natura microbica attuato dalla Botrytis cinerea, l'agente del marciume grigio. Questo processo, che non interessa le regioni calde, è fondamentale per aumentare la qualità di alcuni vini prodotti in Italia e Francia.

## Distribuzione e habitat
In Europa l'area viticola è delimitata a nord da un confine ideale che, partendo dalle foci della Loira, raggiunge la Mosella per scendere a Coblenza fino a Bonn, per poi spostarsi verso Berlino, in Ungheria, nella Moldavia, comprendendo tutta la parte meridionale dell'ex Unione Sovietica. Quindi rientrano in questi confini quasi tutta la Francia, gran parte della Spagna, Portogallo, Grecia ed Italia. Ultimamente la viticoltura si sta estendendo anche in Inghilterra.
Antiche le coltivazioni in Medio Oriente, più recenti Africa ed Asia.
In America interessa gran parte della California del Nord e alcune aree della costa atlantica negli Stati Uniti e varie zone dell'Argentina, Messico e Cile.
Si coltiva infine nell'Australia meridionale e nella Nuova Zelanda; quindi in tutti i continenti esclusi i due Poli.
La vite è, sostanzialmente, una pianta eliofila. Nelle basse latitudini la disponibilità di radiazione solare non rappresenta un fattore limitante e in genere non si hanno influenze marcate sulla produzione, tranne in annate con estati particolarmente piovose, in occasione delle quali il tenore zuccherino dell'uva si riduce. A latitudini alte il numero di giornate nuvolose nel periodo che intercorre fra il germogliamento e la maturazione aumenta sensibilmente e il tenore zuccherino è strettamente correlato all'andamento climatico. Un aspetto interessante è l'effetto del fotoperiodo nelle regioni settentrionali: con la latitudine aumenta la lunghezza del fotoperiodo nel corso della fase vegetativa; la maggiore disponibilità di ore di luce compensa in parte la minore incidenza della radiazione solare e ciò ha permesso l'espansione della vite anche a latitudini più elevate rispetto a quelle dell'olivo, con un limite in genere compreso fra il 48º e il 50º parallelo (es. Francia settentrionale e Germania, ecc.).
Il ruolo della temperatura è complesso e la sua interferenza sulla vite dipende dalla fase vegetativa e dal decorso stagionale. Come avviene nella maggior parte delle piante che entrano in riposo vegetativo invernale, la vite europea ha una resistenza intrinseca alle basse temperature in fase di dormienza, mentre diventa particolarmente sensibile nel corso della fase vegetativa, con una certa variabilità nel corso delle diverse fasi.
Il legno maturo e le gemme dormienti resistono ad abbassamenti termici eccezionali, dell'ordine di -15 -20 °C; questa resistenza è marcata nelle regioni più fredde, dove il decorso stagionale determina una precoce entrata in fase di dormienza e una ripresa primaverile tardiva. Più a sud gli abbassamenti termici sono più incidenti soprattutto in prossimità della fine dell'inverno, con possibili danni da gelo a -10 -15 °C. Gli organi in attività vegetativa sono invece molto più sensibili. La sensibilità aumenta passando dalle foglie adulte a quelle giovani, al polline, agli organi fiorali e, infine, ai giovani germogli e agli apici vegetativi. Sono perciò particolarmente temibili le gelate tardive primaverili, soprattutto nelle regioni più calde, dove la ripresa vegetativa è più precoce, in quanto colpiscono gli organi più sensibili. Possono essere dannose anche le gelate precoci autunnali se colpiscono i tralci non ancora ben lignificati. Sulla resistenza della vite agli abbassamenti termici possono interferire alcuni fattori tecnici, fra i quali il vitigno, l'età e la vigoria della pianta, il momento in cui è eseguita la potatura.
Le alte temperature hanno influenze negative soprattutto sull'accrescimento degli acini, che subiscono allessatura o, in casi estremi, disseccamento. Questi danni si verificano in genere in caso di esposizione prolungata a temperature superiori a 40-45 °C all'ombra. Un effetto negativo delle alte temperature è l'eccessivo abbattimento dell'acidità fissa nelle uve destinate alla vinificazione in bianco. Questo aspetto va tuttavia messo in relazione con l'epoca della vendemmia e il sistema di allevamento della vite.
Le precipitazioni atmosferiche hanno effetti differenti in relazione alla loro natura e al momento del ciclo della vite. Decisamente dannose sono la grandine e la brina, la prima per i traumi meccanici provocati ai tralci giovani, ai fiori, agli acini, la seconda perché associata alle gelate. La nebbia è dannosa soprattutto durante la fioritura, per il suo effetto letale sul polline, e in corrispondenza della maturazione perché la ostacola e perché favorisce gli attacchi del marciume grigio. Variabile è invece l'effetto della rugiada e delle piogge. La rugiada è in generale dannosa in primavera perché favorisce le infezioni peronosporiche mentre è benefica durante la maturazione, agendo soprattutto sulla traspirazione degli acini. La pioggia è fondamentale per la nutrizione idrica della vite allevata in asciutto, perciò è di particolare importanza l'andamento pluviometrico messo in relazione con il ciclo vegetativo-riproduttivo della vite. Ai fini della nutrizione sono fondamentali le piogge tardo-invernali e quelle primaverili, unitamente ad una moderata piovosità estiva, che si verifica tuttavia nelle regioni settentrionali. Il decorso pluviometrico invernale è di limitata rilevanza, ma può essere determinante sui suoli soggetti a ristagni prolungati in quanto sono da evitare gli eccessi di umidità durante la ripresa vegetativa. Il decorso pluviometrico nel corso dell'estate ha un effetto controverso: una piovosità eccessiva riduce il tenore zuccherino e aumenta il tenore in acidi, perciò la vite trae vantaggio da un clima estivo sostanzialmente asciutto; d'altra parte una siccità prolungata può arrestare l'accrescimento degli acini e impedirne l'accumulo di zuccheri. Non va inoltre trascurato il ruolo della pioggia come veicolo d'infezione: un'elevata frequenza delle piogge primaverili favorisce la diffusione della Peronospora e le piogge tardo estive, in corrispondenza della maturazione, favoriscono gli attacchi della Botrite.
Il ruolo del vento varia in relazione alla sua natura, alla sua velocità e al rapporto con il decorso termometrico. I venti forti, come la bora nel nord-est dell'Italia o il maestrale in Sardegna, possono causare gravi traumi ai giovani tralci; le brezze marine possono danneggiare i giovani germogli per l'effetto dannoso dell'aerosol; lo scirocco, temibile nelle regioni ioniche, in Sardegna e, soprattutto, in Sicilia, intensifica i danni da stress idrico e ostacola l'accrescimento o la maturazione degli acini fino ad arrestarli del tutto.

## Tassonomia
La suddivisione sistematica del genere Vitis è complessa e incerta; la letteratura cita differenti schemi tassonomici basati su caratteri genetici, morfologici, fenologici e geografici. La maggior parte delle specie ha un corredo cromosomico diploide composto da 19 coppie di cromosomi (2n = 38) e s'identifica con il sottogenere Euvitis; nell'ambito del sottogenere sono contemplati differenti suddivisioni articolate in serie.
La vite comune sarebbe l'unica specie della serie Vinifera (o Viniferae) e si identifica con la vite di origine euroasiatica perché è ivi presente anche come specie spontanea. Nell'ambito della specie si distinguono due sottospecie:
- Vitis vinifera subsp. sativa, con piante ermafrodite a fiori bisessuali, è la sottospecie che comprende le varietà coltivate denominate, nel lessico tecnico e scientifico della Viticoltura, cultivar (o vitigni).
- Vitis vinifera subsp. sylvestris, con piante dioiche, è la sottospecie spontanea, ampiamente diffusa negli ambienti boschivi e di macchia delle regioni temperate calde euroasiatiche. Dal punto di vista agronomico è del tutto priva d'interesse.

## Usi
(Giovanni Pascoli, Myricae – Le gioie del poeta, "La vite e il cavolo")

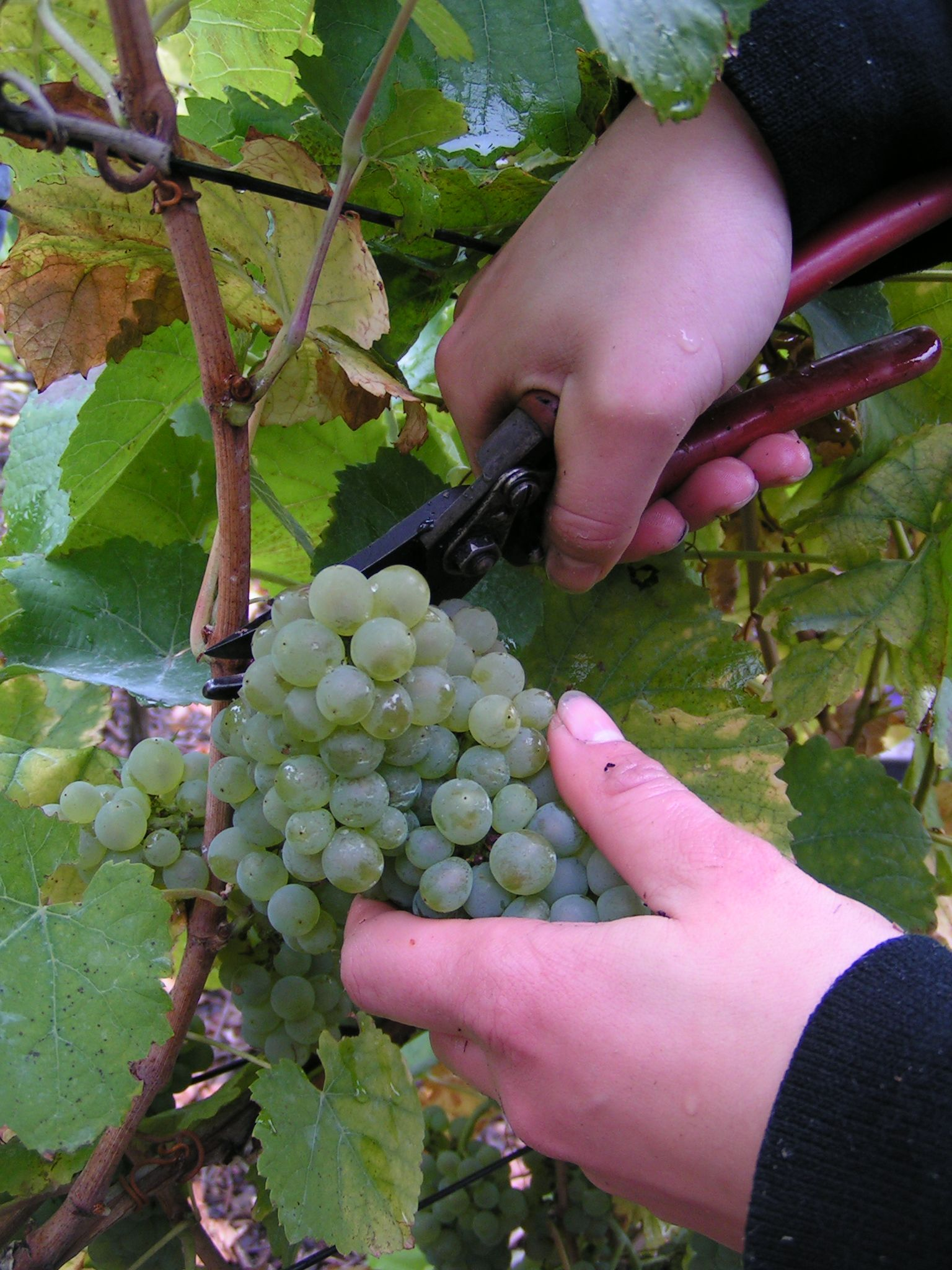

La viticoltura è una branca dell'arboricoltura da frutto o frutticoltura, perciò molti concetti e termini delle due discipline sono condivisi. La vite ha tuttavia una particolare specificità che ha determinato nella tradizione sviluppata nel corso della storia e, in tempi più recenti nell'agronomia speciale, lo sviluppo di tecniche e terminologie altamente specializzate; parte di questa specificità è stata estesa anche alla kiwicoltura, per alcune analogie ricorrenti, e più in generale alle piante sarmentose.
Le foglie di vite vengono utilizzate come ingrediente culinario in varie cucine.

### Terminologia tecnica specifica
La prima distinzione lessicale da prendere in considerazione è tra la pianta e il prodotto specifico, il frutto. Con il termine vite si fa riferimento alla pianta in generale e alla specie, mentre il termine uva fa riferimento generico al frutto. Come si è detto in precedenza, le varietà coltivate sono chiamate vitigni, con l'eccezione degli ibridi interspecifici, denominati ibridi. I termini di varietà e cultivar non sono mai contemplati. In funzione della destinazione finale del prodotto si distingue tra vite da vino, la cui uva è destinata alla trasformazione in vino e vite da mensa, la cui uva è destinata al consumo diretto o all'essiccazione (uva passa o passita); l'uva da mensa è detta anche uva da tavola.
Una piantagione di viti è detta vigneto; nel lessico comune si usa molto più spesso il termine vigna, che non è contemplato nel linguaggio agronomico. La terminologia relativa alla ramificazione si differenzia secondo la funzione svolta dal ramo. Nella terminologia comune si usa frequentemente il termine ceppo che ha però un significato ambiguo: a rigore il ceppo è la base della pianta, tuttavia il termine è talvolta usato anche per indicare l'intera pianta, nelle forme poco espanse (es. l'alberello). I rami permanenti che formano l'impalcatura scheletrica definitiva o, talvolta, lo stesso fusto principale sono chiamati cordoni, mentre i rami giovani rinnovati sistematicamente con la potatura di produzione sono detti tralci. I germogli anticipati, sviluppati da gemme pronte (cioè formate nel corso della stagione), sono detti femminelle. I tralci tagliati con poche gemme (in genere 1-3) sono detti speroni, mentre quelli con numerose gemme sono detti capi a frutto. In diversi sistemi di potatura, l'unico cordone esistente è pertanto il solo capo a frutto (tipico dei sistemi a spalliera). Un altro termine che si usa per indicare un punto vegetativo della vite da cui si sviluppano i tralci e gli speroni è branca, utilizzato nel sistema di allevamento ad alberello ma anche nel cordone permanente: in pratica, la branca è il "ramo" principale (tozzo e corto) che si stacca dal fusto.
Nell'impalcatura definitiva va distinto il fusto (o tronco) vero e proprio, ovvero quello principale a sviluppo verticale, dai rami permanenti o semipermanenti ovvero i cordoni che assumono diversi sviluppi (orizzontale, verticale, obliquo) a seconda del sistema di allevamento e metodo di potatura adottati. Lo sviluppo dei cordoni di tipo verticale (con potatura corta) più famoso è quello adottato nel sistema di allevamento ad alberello. Nei sistemi a cordone orizzontale (e tralci verticali perpendicolari al cordone), il cordone si sviluppa sul "filo di banchina" ovvero quello più basso oppure in quello più alto come nel casarsa.
I sistemi di allevamento/potatura si distinguono in:
- 1) a spalliera (detto anche controspalliera): cordone speronato (semplice e doppio), guyot, guyot archettato, sylvoz, casarsa, doppio archetto (capuccina), ecc.
- 2) a pergola (semplice, doppia, trentina, veronese, ecc)
- 3) a tendone (tipico sistema di produzione intensivo molto sviluppato nell'Italia meridionale)
- 4) misti cioè sistemi che sono il frutto di modifiche sostanziali intervenuti durante la vita della pianta (es. sylvoz modificato casarsa, guyot modificato cordone speronato, ecc) oppure sono il risultato di ricerca in atto.

Lo studio della morfologia ai fini della caratterizzazione dei vitigni e, più in generale, di tutte le varietà coltivate del genere Vitis, prende il nome di Ampelografia.
Il frutto della vite è una bacca, che nella terminologia tecnica e comune è detta sempre acino. Gli acini sono riuniti in un'infruttescenza detta grappolo da un rachide o raspo. L'epicarpo è detto buccia, il mesocarpo polpa, i semi, infine, sono detti vinaccioli. In enologia si suole distinguere il succo, ottenuto dalla sola polpa, con il termine di mosto, dal resto dell'infruttescenza (raspi, bucce e vinaccioli) che forma le cosiddette vinacce.
Nel lessico dell'agrotecnica sono contemplate varie denominazioni per quali si rimanda alle operazioni e alle fasi specifiche, tuttavia in questa sezione si può fare un riferimento, come esempio, all'operazione colturale più popolare, la raccolta, che nella terminologia comune, letteraria e tecnica è sempre chiamata vendemmia.

## Storia
La storia dei rapporti tra la vite e l'uomo risale ad epoche antichissime, probabilmente alla fine del neolitico, in seguito ad un'accidentale fermentazione di uva conservata in rudimentali recipienti.
Le prime tracce di coltivazione della vite sono state rinvenute nella regione del Caucaso, in Armenia e nel Turkestan.
I primi riferimenti storici alla vite e al vino si trovano tra i Sumeri nell'Epopea di Gilgamesh (III millennio a.C.). Testimonianze della coltura della vite si trovano in numerosi geroglifici egizi, presso i quali il vino era bevanda riservata ai sacerdoti, agli alti funzionari e ai re.

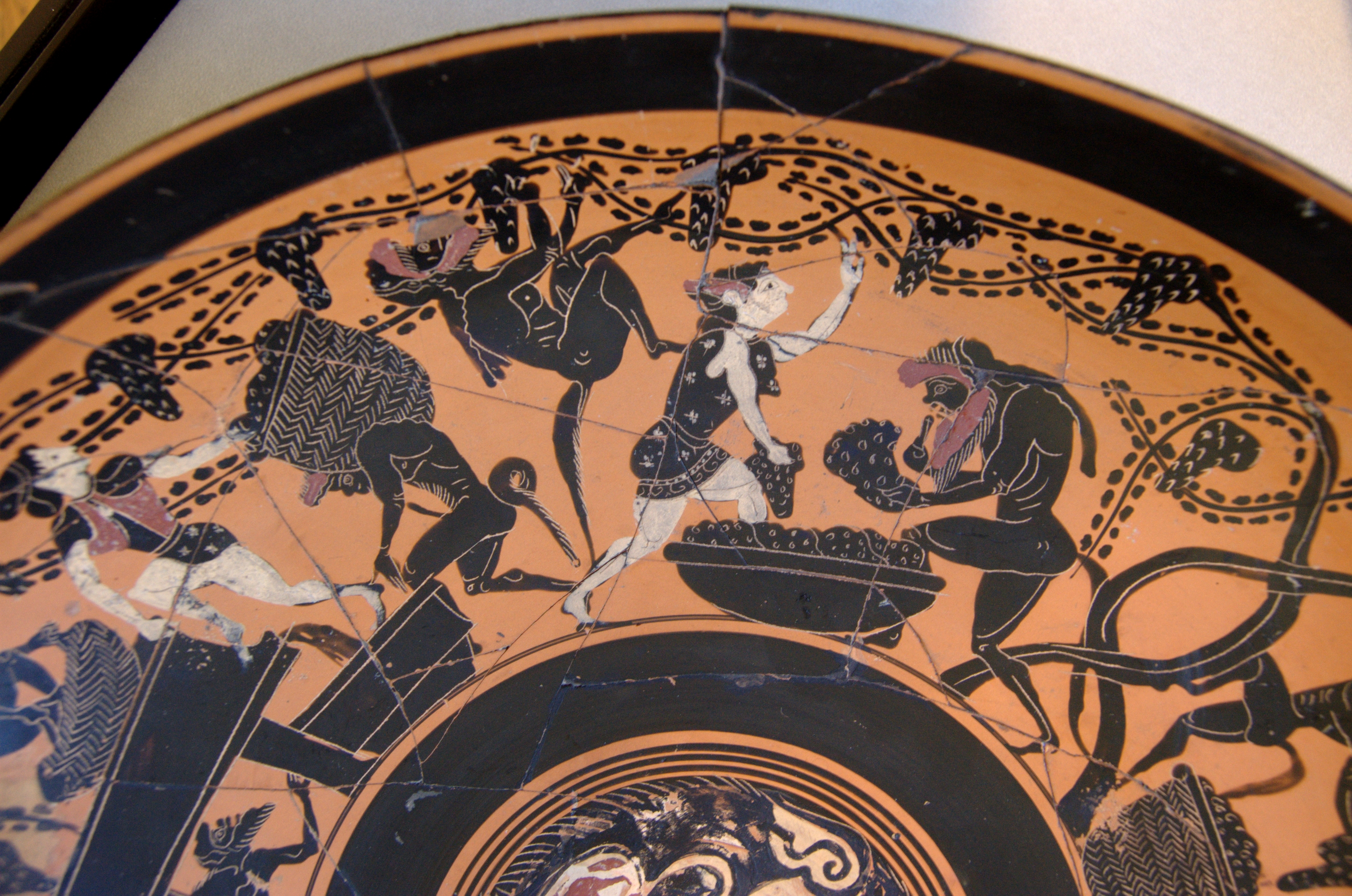
Scene di vendemmia in terracotta etrusca del VI secolo a.C.

Furono i Greci ad introdurre la vitivinicoltura in Europa, già in epoca minoica. Esiodo, in Le opere e i giorni, descrive in dettaglio pratiche di vendemmia e di vinificazione e numerosi sono i riferimenti alla vite e al vino anche in Omero. Ai coloni greci si deve la introduzione della viticoltura in Sicilia ed in altre aree del meridione d'Italia, dove la coltura incontrò condizioni climatiche e pedologiche ideali, al punto da far meritare alla regione il nome di Enotria.
Gli Etruschi perfezionarono notevolmente le tecniche di viticoltura e svilupparono un'intensa attività di esportazione del vino, diffondendolo ben oltre il bacino del Mediterraneo.
I Romani perfezionarono ulteriormente le tecniche vitivinicole apprese dagli Etruschi, come illustrato da numerose opere, in cui si ritrovano concetti biologici e tecniche di coltura tuttora validi, quali il De agri cultura di Marco Porcio Catone, il De re rustica di Marco Terenzio Varrone, le Georgiche di Publio Virgilio Marone e il De re rustica di Lucio Giunio Moderato Columella. In questa ultima opera è documentata anche la conoscenza di un notevole patrimonio varietale di vitigni sia da tavola che da vino.
Nel III e IV secolo d.C. la crisi dell'Impero romano creò, soprattutto nelle campagne, condizioni di instabilità che portarono al declino della viticoltura. All'epoca della caduta dell'Impero romano d'Occidente, la superficie viticola faceva registrare un sensibile calo, mantenendosi in prevalenza nelle aree vicine alle città ed in prossimità delle coste.
Tra il V e il X secolo la conservazione del patrimonio vitivinicolo si deve soprattutto degli ordini monastici: i Basiliani e i Benedettini fornirono nuovo impulso alla coltura della vite in Europa portandola ai limiti estremi di latitudine e di altitudine. Accanto alla viticoltura "ecclesiastica", si sviluppò, soprattutto in Francia, una viticoltura "nobiliare": presso principi e feudatari la coltura della vite e la produzione del vino divennero simboli di prestigio.

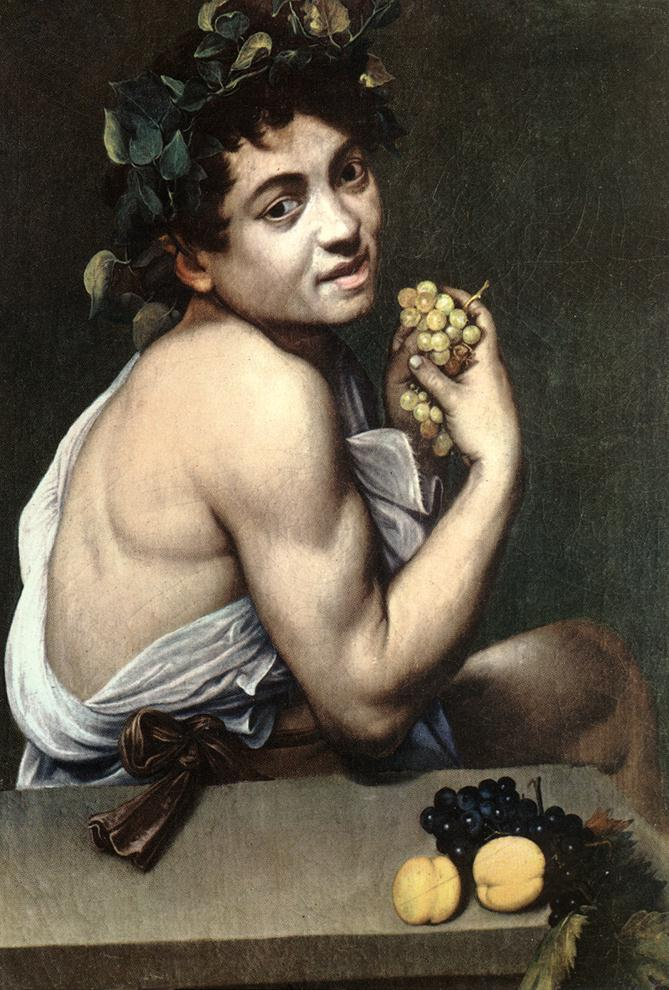
Il giovane bacco malato
Caravaggio, 1593

Fino al VII secolo la coltura della vite ebbe una certa rilevanza anche in Medio Oriente; successivamente, a causa della espansione dell'Islam, andò incontro ad un progressivo declino.
Tra la fine del Basso Medioevo ed il Rinascimento ripartì in Europa lo sviluppo della viticoltura "borghese": lo sviluppo demografico, la concentrazione della popolazione nelle città e le aumentate disponibilità economiche di artigiani e commercianti portarono a grossi investimenti nella viticoltura, che tornava ad essere economicamente conveniente. Nel Rinascimento si assiste anche allo sviluppo di un'ampia letteratura dedicata alla vite che favorisce un nuovo approccio scientifico, cui si deve tra l'altro la nascita della moderna ampelografia, base fondamentale del futuro progresso della viticoltura. Anche nelle arti figurative si trovano numerose riproduzioni della vite e dei suoi frutti.
Con la scoperta dell'America la vite fece il suo ingresso nel Nuovo Continente, dapprima in Messico e successivamente, grazie ai conquistadores, anche in Sud America.
Nel XIX secolo due malattie e un insetto provenienti dall'America sconvolgono la vite: la Peronospora della vite, l'oidio e la fillossera, che distrussero enormi quantità di vigneti tra il 1870 e il 1950. I coltivatori furono costretti a innestare i vitigni sopravvissuti su specie (ed ibridi) di origine americana (Vitis berlandieri, Vitis rupestris,Vitis riparia), resistenti alla fillossera, e ad utilizzare regolarmente prodotti fitosanitari come lo zolfo e il rame per contrastare l'oidio e la peronospora.
Nella seconda metà del XX secolo si è assistito al passaggio da un approccio improntato all'empirismo della tradizione alla moderna viticoltura basata su precise conoscenze scientifiche in ambito microbiologico, chimico e ampelografico. Tale processo è avvenuto anche sulla spinta dei cambiamenti occorsi negli assetti economici e culturali e nei modelli di vita e di alimentazione di ampi strati di popolazione, che hanno portato ad una modificazione della richiesta, sempre più orientata verso prodotti di qualità.
La rivista Nature ha pubblicato i dati del sequenziamento del genoma della vite.
Il lavoro è frutto della cooperazione tra ricercatori italiani (Consorzio Interuniversitario Nazionale per la Biologia Molecolare delle Piante, Istituto di Genomica Applicata) e francesi (Génoscope e Institut National de la Recherche Agronomique). 
La V. vinifera è la quarta specie di angiosperma il cui genoma sia stato interamente sequenziato. I risultati di questa analisi contribuiscono significativamente alla comprensione dell'evoluzione delle piante e dei geni coinvolti nelle caratteristiche aromatiche del vino. Confrontando il genoma della vite con quello delle altre tre specie vegetali sequenziate in precedenza si è potuto formulare una prima ipotesi sulla struttura del genoma del progenitore comune dal quale si sono evolute le piante.

## Avversità

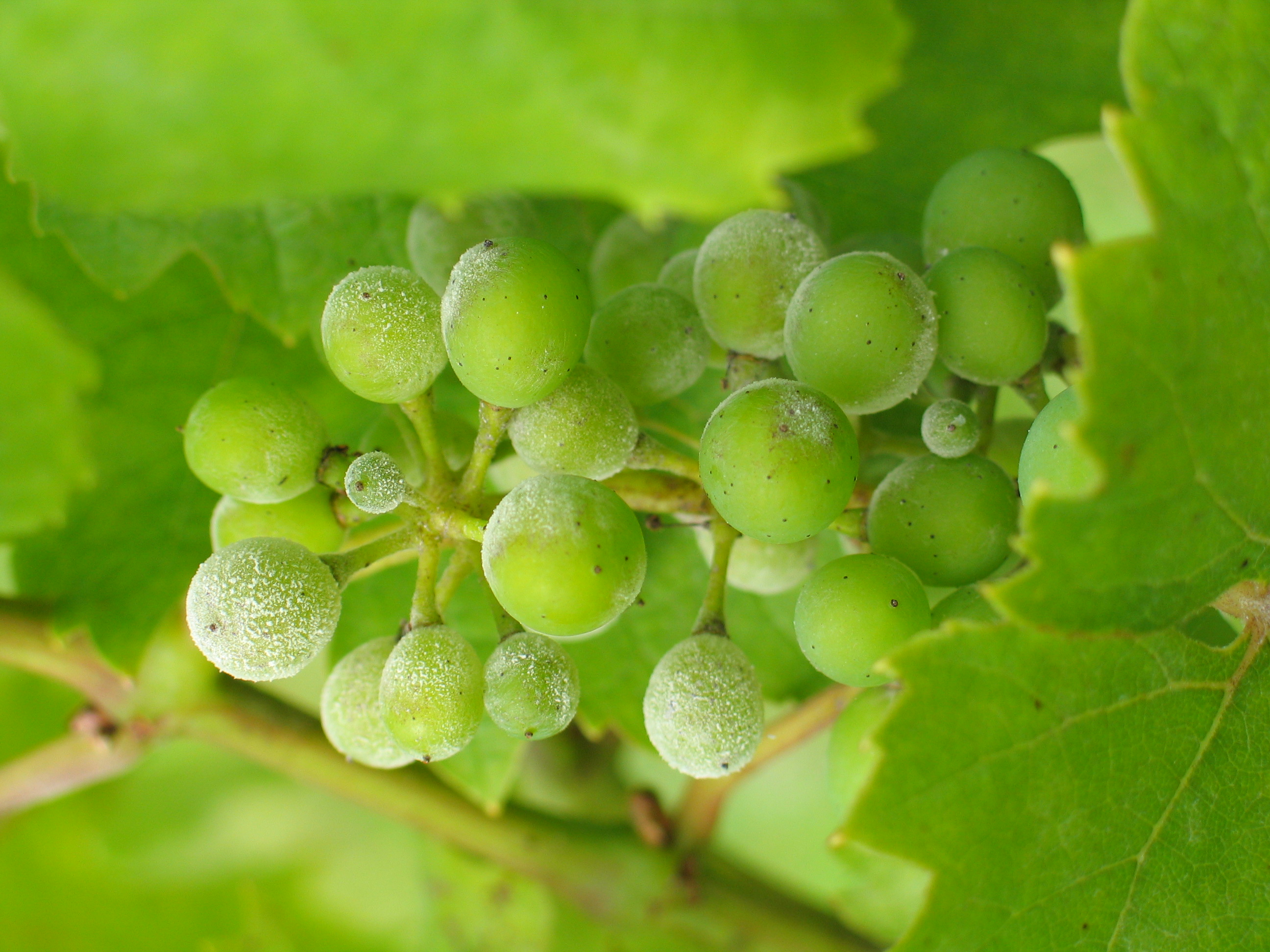
Grappolo d'uva attaccato dal mal bianco
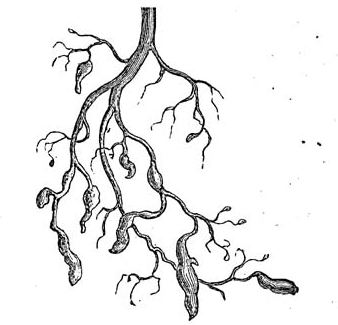
Deformazioni prodotte sulle radici della vite dalla fillossera
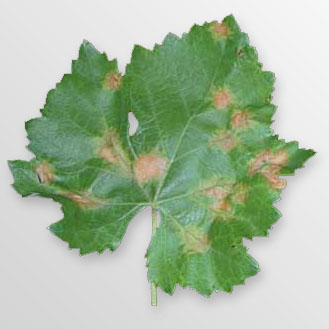
Peronospora su foglia di vite
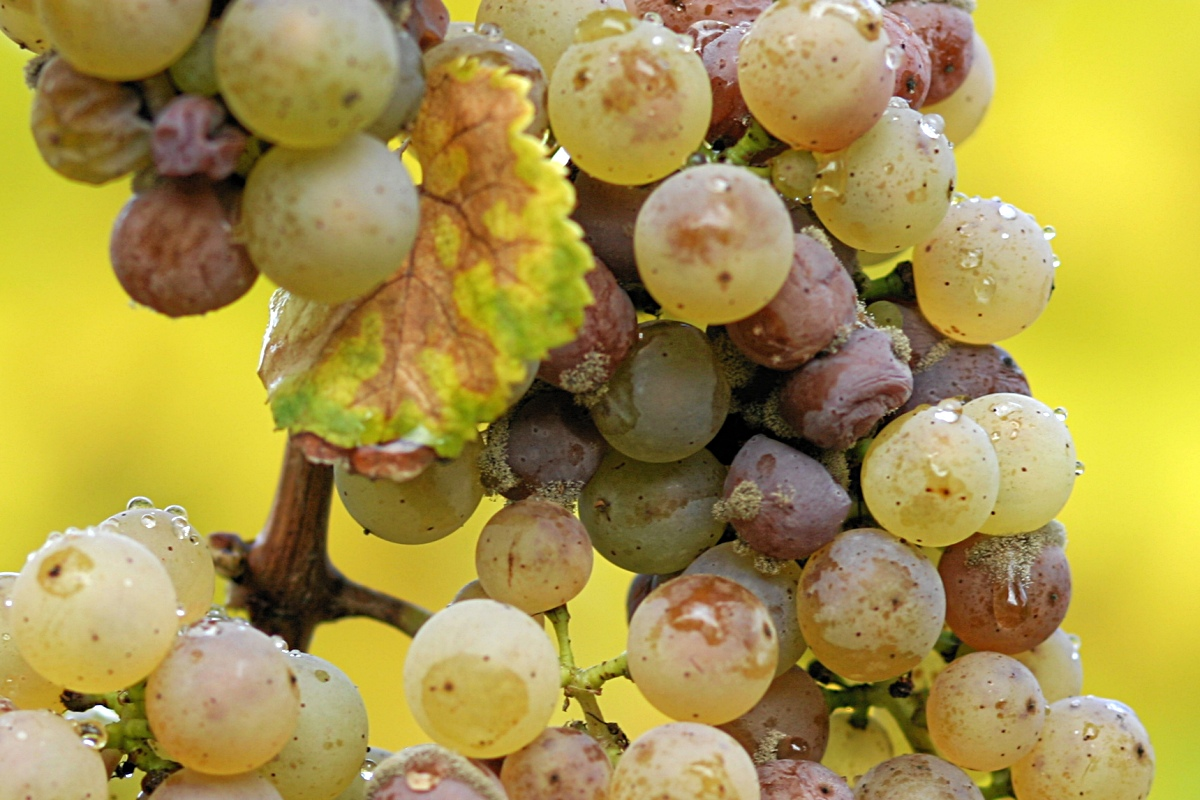
Muffa grigia su grappolo di uva Riesling